# 總督宮 (杜布羅夫尼克)

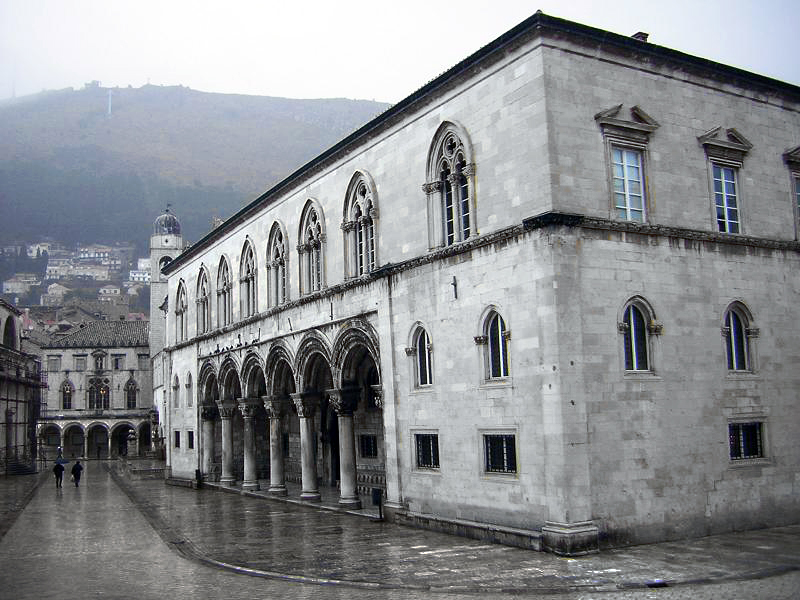

總督宮是位於克羅埃西亞城市杜布羅夫尼克的一座宮殿建築。

## 历史
在14世紀至1808年，總督宮是拉古薩共和國總督的辦公地點。